# نیل سایمون
نیل ماروین سایمون (انگلیسی: Neil Marvin Simon زادهٔ ۴ ژوئیه ۱۹۲۷ – درگذشتهٔ ۲۶ اوت ۲۰۱۸) نمایشنامه‌نویس و فیلمنامه‌نویس آمریکایی بود. او یکی از سرشناس‌ترین نمایشنامه‌نویسان جهان و نیز تاریخ برادوی بود. با وجود شهرت سایمون به‌عنوان کمدی‌نویس، در برخی از نمایشنامه‌هایش، به‌ویژه «سه‌گانه اوژن» و «پسران آفتاب» به تجارب آمریکاییان یهودی‌تبار در قرن بیستم نیز پرداخته‌است. سایمون در سال ۱۹۹۱، جایزه پولیتزر را برای نمایشنامه «گم‌شده در یانکر» دریافت کرد.

## آثار

### نمایشنامه‌ها
- بیا در شیپورت بدم (۱۹۶۱)
- دختری که با ستاره پولک‌دوزی شد (۱۹۶۶)
- زندانی خیابان دوم (۱۹۷۱)
- محبوب خداوند (۱۹۷۴)
- فصل دو (۱۹۷۷)
- آنها دارند ترانه ما را می‌نوازند (۱۹۷۹)
- مرور کردن خاطرات ساحل (۱۹۸۳)
- بلاکسی بلوز (۱۹۸۵)
- گروه برادوی (۱۹۸۶)
- خندیدن در طبقه بیست و سوم (۱۹۹۳)

### فیلمنامه‌ها
- زوج عجیب (۱۹۶۸)
- دختر خداحافظی (۱۹۷۷)
- اتاقی در هتل کالیفرنیا (۱۹۷۸)

### ترجمه‌شده به فارسی
- عاقبت عشاق سینه‌چاک (۱۹۶۹ میلادی؛ ترجمه شهرام زرگر، انتشارات نیلا، چاپ اول ۱۳۸۲)
- پسران آفتاب (۱۹۷۲ میلادی؛ ترجمه آهو خردمند، نشر دیگر، چاپ اول ۱۳۸۲)
- پابرهنه در پارک (۱۹۶۳ میلادی؛ ترجمه شهرام زرگر و رامین ناصرنصیر، انتشارات نیلا، چاپ اول ۱۳۸۵)
- اتاقی در هتل پلازا (۱۹۶۸ میلادی، ترجمه شهرام زرگر، انتشارات نیلا، چاپ اول ۱۳۸۷)
- پزشک نازنین (۱۹۷۳ میلادی؛ ترجمه آهو خردمند، نشر نی، چاپ اول ۱۳۸۷) / پزشک نازنین (ترجمه شهرام زرگر، انتشارات نیلا، چاپ اول ۱۳۸۸)
- کله‌پوک‌ها (۱۹۸۱ میلادی؛ ترجمه شهرام زرگر، انتشارات افراز، چاپ اول ۱۳۹۱)/ مشنگ‌ها (ترجمه مجید مصطفوی، انتشارات نیلا، چاپ اول ۱۳۹۶)
- شایعات (ترجمه بهروز محمودی بختیاری و مینا رضاپور، انتشارات افراز، چاپ اول ۱۳۹۱)/ شایعات (ترجمه آهو خردمند، انتشارات نیلا، زیر چاپ)
- گمشده در یانکرز (۱۹۹۱ میلادی؛ ترجمه بهروز محمودی بختیاری و مینا رضاپور، انتشارات افراز، چاپ اول ۱۳۹۱)
- دختر یانکی (ترجمه شهرام زرگر، انتشارات نیلا، چاپ اول ۱۳۹۲)
- اتاقی در هتل کالیفرنیا (ترجمه شهرام زرگر، انتشارات نیلا، چاپ اول ۱۳۹۳)
- میهمانی شام (ترجمه مهتاب صفدری، انتشارات افراز، چاپ اول ۱۴۰۳)
- برگزیده (ترجمه مهتاب صفدری، انتشارات همگو، چاپ اول ۱۴۰۳)
- در بوق و کرنا (ترجمه مهتاب صفدری، انتشارات افراز، چاپ اول ۱۴۰۳)